# Guihaia
Guihaia je malý rod palem, zahrnující pouze 2 druhy rozšířené v jihovýchodní Číně a severním Vietnamu, kde rostou na příkrých svazích vápencových hor. Jsou to nízké, dvoudomé palmy s vícenásobnými, poměrně tenkými a někdy i podzemními kmeny a dlanitými listy. Květy jsou velmi drobné. Plody jsou modročerné a kulovité.
Rostliny mají potenciál využití jako trpasličí okrasné palmy, pěstují se ale dosud velmi vzácně. Lokální využití není známo.

## Popis
Zástupci rodu Guihaia jsou nízké, vícekmenné, dvoudomé palmy s krátkými nebo i podzemními kmeny, dorůstajícími výšky max. 2,5 metru a tloušťky 8 cm. Kmeny jsou přímé nebo i poléhavé. Listy jsou dlanité, tvořící řídkou korunu. Čepele listů jsou min. do 3/4 členěné na reduplikátní (!) segmenty nebo výjimečně nečleněné. Na okraji jsou jemně pilovité, na rubu bývají stříbřitě bílé. Řapíky jsou na okraji hladké a ostré. Listové pochvy jsou otevřené, vláknité. Vlákna jsou u druhu G. argyrata tuhá, vzpřímená a připomínající ostny, zatímco u G. grossifibrosa jsou spojená do síťky. Hastula je vyvinutá.
Květenství jsou větvená až do 4. řádu a vyrůstají mezi bázemi listů. Květy jsou jednopohlavné, velmi drobné, s trojčetným kalichem a korunou. Samčí květy obsahují 6 tyčinek, v samičích jsou 3 volné plodolisty srostlé v čnělkové části.
Plody jsou modročerné, drobné, kulovité až elipsoidní, jednosemenné. Endokarp je papírovitý, mezokarp dužnatý a velmi tenký.

## Rozšíření
Rod Guihaia zahrnuje pouze 2 druhy, rozšířené v jihovýchodní Číně a severním Vietnamu. Druh G. argyrata roste v čínských provinciích China (Kuang-si, Kuang-tung a Kuej-čou a přilehlé části Vietnamu, G. grossifibrosa v severním Vietnamu a čínských provinciích Kuang-si a Kuang-tung. Oba druhy rostou v monzunových lesích na strmých svazích vápencových hor v nadmořských výškách od 500 do 1000 metrů.

## Taxonomie
Rod Guihaia je v taxonomii palem řazen do podčeledi Coryphoideae, tribu Trachycarpeae a subtribu Rhapidinae. Příbuzenské vztahy s ostatními palmami nejsou dosud zcela dořešeny, podle některých studií je sesterským rodem Rhapis, podle jiných Trachycarpus. Rod stojí v morfologii květů a plodů mezi rody Rhapis a Maxburretia. Výjimečným znakem jsou reduplikátní segmenty listů, zatímco ostatní zástupci podčeledi Coryphoideae mají segmenty induplikátní.

## Význam
Jsou to elegantní trpasličí palmy, v kultuře jsou ale dosud velmi vzácné. O místním využití není nic známo.